# Campeonato Mundial de Patinaje Artístico sobre Hielo de 2017
El CVII Campeonato Mundial de Patinaje Artístico se celebró en Helsinki (Finlandia) entre el 29 de marzo y el 2 de abril de 2017 bajo la organización de la Unión Internacional de Patinaje sobre Hielo (ISU) y la Federación Finlandesa de Patinaje sobre Hielo.
Las competiciones se realizaron en la Hartwall Arena de la capital finlandesa.

## Calendario
- Hora local de Finlandia (UTC+2).

| Programa corto | Programa libre |

| Fecha       | Hora          | Evento             |
| ----------- | ------------- | ------------------ |
| 29 de marzo | 10:40 – 16:25 | Femenino           |
| 29 de marzo | 18:10 – 23:00 | Parejas            |
| 30 de marzo | 12:10 – 17:40 | Masculino          |
| 30 de marzo | 18:55 – 21:55 | Parejas            |
| 31 de marzo | 11:00 – 16:05 | Danza sobre hielo  |
| 31 de marzo | 18:00 – 21:55 | Femenino           |
| 1 de abril  | 10:50 – 14:57 | Masculino          |
| 1 de abril  | 16:35 – 19:55 | Danza sobre hielo  |
| 2 de abril  | 14:00 – 16:30 | Gala de exhibición |

## Resultados

### Masculino
| Puesto | Nombre       | País  | Puntos |
| ------ | ------------ | ----- | ------ |
| Oro    | Yuzuru Hanyu | Japón | 321,59 |
| Plata  | Shoma Uno    | Japón | 319,21 |
| Bronce | Jin Boyang   | China | 303,58 |

### Femenino
| Puesto | Nombre               | País   | Puntos |
| ------ | -------------------- | ------ | ------ |
| Oro    | Yevgueniya Medvedeva | Rusia  | 233,41 |
| Plata  | Kaetlyn Osmond       | Canadá | 218,13 |
| Bronce | Gabrielle Daleman    | Canadá | 213,52 |

### Parejas
| Puesto | Nombre                               | País     | Puntos |
| ------ | ------------------------------------ | -------- | ------ |
| Oro    | Sui Wenjing Han Cong                 | China    | 232,06 |
| Plata  | Aliona Savchenko Bruno Massot        | Alemania | 230,30 |
| Bronce | Yevgueniya Tarasova Vladimir Morozov | Rusia    | 219,03 |

### Danza en hielo
| Puesto | Nombre                                | País           | Puntos |
| ------ | ------------------------------------- | -------------- | ------ |
| Oro    | Tessa Virtue Scott Moir               | Canadá         | 198,62 |
| Plata  | Gabriella Papadakis Guillaume Cizeron | Francia        | 196,04 |
| Bronce | Maia Shibutani Alex Shibutani         | Estados Unidos | 185,18 |

## Medallero
| Núm. | País           | Oro | Plata | Bronce | Total |
| ---- | -------------- | --- | ----- | ------ | ----- |
| 1    | Canadá         | 1   | 1     | 1      | 3     |
| 2    | Japón          | 1   | 1     | 0      | 2     |
| 3    | China          | 1   | 0     | 1      | 2     |
| 3    | Rusia          | 1   | 0     | 1      | 2     |
| 5    | Alemania       | 0   | 1     | 0      | 1     |
| 5    | Francia        | 0   | 1     | 0      | 1     |
| 5    | Estados Unidos | 0   | 0     | 1      | 1     |
|      | TOTAL          | 4   | 4     | 4      | 12    |